# Pyrrolizidinalkaloide

Strukturformel von Pyrrolizidin (1-Azabicyclo[3.3.0]octan)

Pyrrolizidinalkaloide (abgekürzt PA) ist eine Sammelbezeichnung für Alkaloide, deren Grundstruktur das Ringsystem Pyrrolizidin enthält, ein bicyclisches tertiäres Amin.
In der Natur kommen Pyrrolizidinalkaloide als sekundäre Pflanzenstoffe weltweit in über 6000 verschiedenen Arten von Blütenpflanzen vor, die hauptsächlich den Familien der Korbblütler, Raublattgewächse, Hülsenfrüchtler (Crotalaria) und Orchideen zugehören. Den Pflanzen dienen diese Stoffe vornehmlich zur Abwehr von Verbiss. Bisher wurden mehr als 660 unterschiedliche PA und PA-Aminoxide identifiziert. Etwa die Hälfte dieser Verbindungen kann im tierischen Stoffwechsel zu reaktiven Metaboliten umgewandelt werden, die lebertoxisch (hepatotoxisch) wirken, beispielsweise da sie den Glutathion-Metabolismus stören. In geringem Maße wirken sie genotoxisch-kanzerogen. Daher können pyrrolizidinalkaloidhaltige Pflanzen für Vieh, Wildtiere und Menschen ein Gefährdungspotential darstellen.
Daneben nehmen verschiedene Insektenarten wie Heuschrecken oder Schmetterlinge Pyrrolizidinalkaloide auf (Pharmakophagie), sequestrieren diese und nutzen sie als Pheromone oder als Schutz vor Fressfeinden.

## Gliederung nach Strukturtypen

Bohemamin

Biosynthese des Retronecins

Man kann die Pyrrolizidinalkaloide in übergeordnete Gruppen einteilen, in jene des Necin-Typs und jene des Nicht-Necin-Typs. Der Begriff Necin leitet sich von der Pflanzengattung Senecio (Greis- bzw. Kreuzkräuter) ab, da es in ihr ein besonders reichhaltiges Vorkommen an Alkaloiden dieses Chemotyps gibt. Vertreter der Necingruppe werden deshalb auch als Senezioalkaloide bezeichnet.
Zu den Nicht-Necinen gehören beispielsweise Loline, Pyrrolame (die Zurechnung derartiger Amide zu den Alkaloiden ist definitionsabhängig), Australine, Hyazynthazine, Bohemamine, Bistellettazine, Epohelmine, Jenamidine, Casuarine, Janfestin, Salinosporamid C, Heronamid A, Pochonizin, 1-epi-Alexin und Retronecanol.
Verwandte Alkaloidgruppen basieren auf Indolizidin- und Chinolizidin-Basen, bei denen entweder nur ein Ring oder beide Ringe um je eine Methylengruppe größer als das Pyrrolizidin sind.

## Biosynthese
Die Biosynthese des Retronecins erfolgt aus Putrescin (1) mit Hilfe des Schlüsselenzyms Homospermidin-Synthetase (HSS) über die Stufen des Homospermidin (2), das Iminiumion (3a, 3b), Trachelanthamidin (4) und schließlich zum Retronecin (7).

## Toxikologie

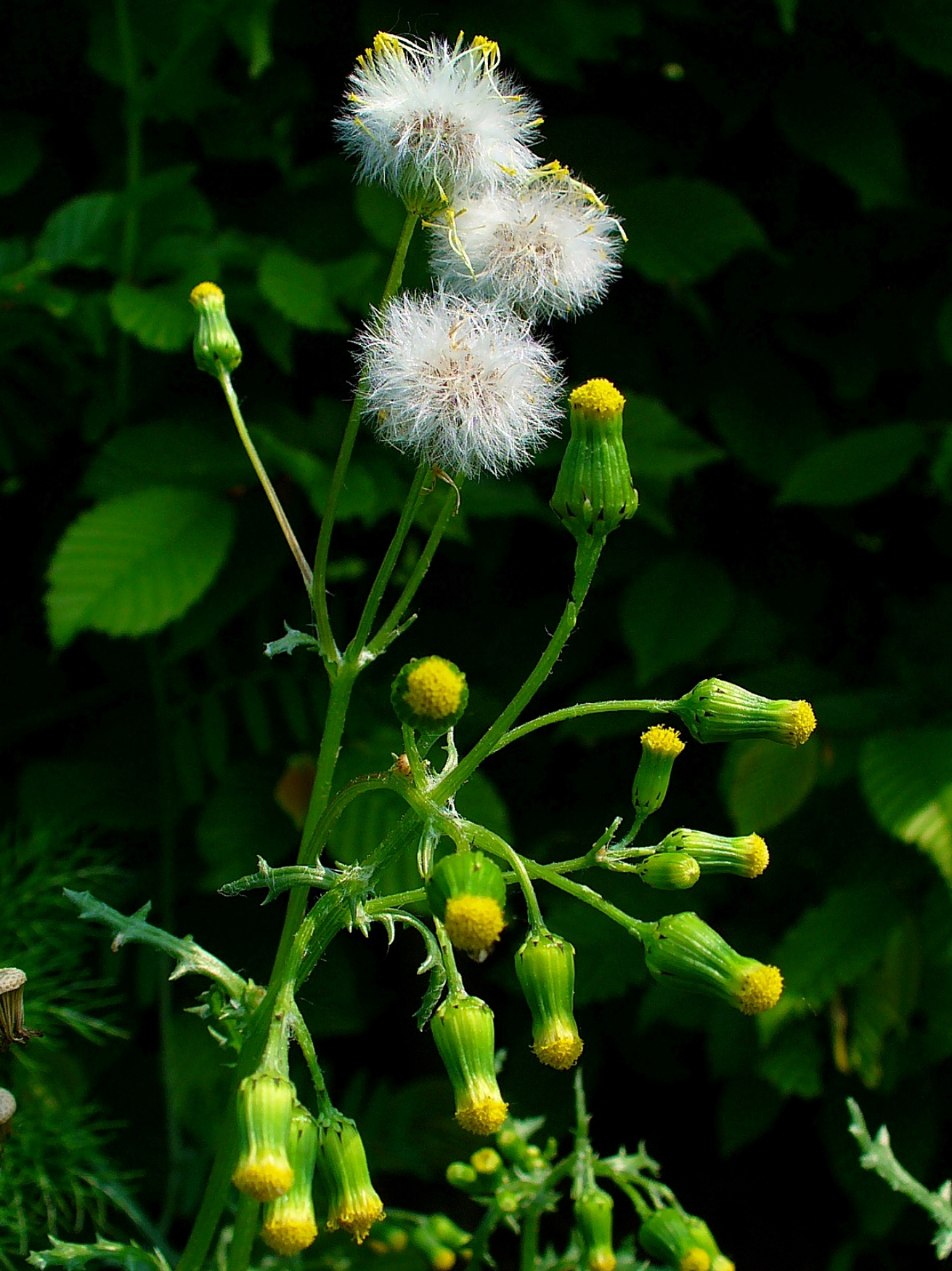
Gewöhnliches Greiskraut (Senecio vulgaris)

Es ist möglich, dass Pyrrolizidinalkaloide über pflanzliche Nahrungskomponenten in den menschlichen Nahrungskreislauf eingetragen werden.
Laut Bundesinstitut für Risikobewertung (BfR) sind Verunreinigungen in Tees und Honig die Hauptaufnahmequellen für Pyrrolizidinalkaloide. Ebenso können tiefgefrorene und getrocknete Gewürzkräuter mit 1,2-ungesättigten Pyrrolizidinalkaloiden belastet sein. Das BfR rät aufgrund der Giftigkeit der Pyrrolizidinalkaloide davon ab, derartig belastete Lebensmittel regelmäßig oder in größeren Mengen zu verzehren, fordert Nulltoleranz aber nur für den Zusatz von giftigen Pflanzenstoffen in isolierter Form.
Der Übergang von Pyrrolizidinalkaloiden in den Nektar und Pollen mit diesen in Honig wurde nachgewiesen.
Auch wurde über Kontaminationen von Rucola und Salatmischungen mit Greiskrautblättern und Pyrrolizidinalkaloide in Kräutertees berichtet. Für phytopharmazeutische Produkte wurde vom Bundesgesundheitsamt die Einnahme auf 1 µg/Tag bei Anwendung von bis zu sechs Wochen beziehungsweise 0,1 µg/Tag bei Anwendung über sechs Wochen begrenzt.
Weitaus stärker ist die Gefährdung in Ländern des Nahen und Mittleren Ostens sowie Ostafrikas. So gab es in den 1970er Jahren drei epidemieartig verlaufende Wellen von Lebererkrankungen in Usbekistan, Pakistan und Indien mit insgesamt etwa 6000 betroffenen Personen und mehreren Todesfällen. Die Erkrankungen wurden durch den Genuss von mit Sonnenwenden- und Crotalariaarten verunreinigtem Mehl, das einen hohen Gehalt an Pyrrolizidinalkaloiden aufwies, verursacht. Auch in Äthiopien und Afghanistan gab es Berichte von Todesfällen bei Kindern durch kontaminiertes Getreide.
Toxisch wirken dabei nicht die Pyrrolizidinalkaloide selbst, sondern die Abbauprodukte der vor allem in der Leber abgebauten Verbindungen, die hepatotoxisch sind und in hoher Dosierung zu tödlichen Leberfunktionsstörungen führen, unter anderem Lebervenenverschluss. Das Krankheitsbild der PA-Vergiftung ist in der Veterinärmedizin als Seneziose oder „Schweinsberger Krankheit“ bekannt und wird meist durch Greiskrautbestand auf Weiden verursacht.
Von den Haustieren sind Pferde besonders empfindlich. Hier entwickelt sich nach der Aufnahme verschiedener Crotalaria-Arten die meist tödlich verlaufende Crotalariosis equorum.

### Toxikodynamik
Auf dem Giftungsweg werden die Alkaloide enzymatisch zu Halbaminalen oxidiert, welche sich dann durch spontane Dehydratisierung in Dehydropyrrolizidine umwandeln. Diese Verbindungen sind instabil und reagieren, indem ihre jeweiligen Carbonsäureesterfunktionen als Nukleofug abgespalten werden, leicht mit Nukleophilen. Auf diese Weise bilden Dehydropyrrolizidine im Organismus schädliche Addukte mit Zellproteinen und mit der DNS. In wässrigem Medium haben die Dehydropyrrolizidine eine Halbwertszeit von 0,3 bis 5 Sekunden.

### Ökologie
Die Raupen des Jakobskrautbärs (Tyria jacobaeae) ernähren sich von Greiskräutern (Senecio spec.), hauptsächlich vom Jakobs-Greiskraut (Senecio jacobaea), dem sie auch ihren Namen verdanken und auf dem sie durch ihre Färbung nicht leicht zu entdecken sind. Bei dem Gift der Greiskräuter handelt es sich hauptsächlich um bitter schmeckende Pyrrolizidinalkaloide, die bei Verletzungen von Nachbarpflanzen (Beweidung) intensiver produziert werden. Diese Alkaloide sind für Wirbeltiere lebertoxisch und dienen der Abwehr von Herbivoren. Allerdings können die Pyrrolizidinalkaloide auch zur Ortung der Wirtspflanze beitragen: Sie werden vom spezialisierten Fressfeind, dem Jakobskrautbär, wahrgenommen, der das Kraut dann für die Eiablage aufsucht. Auf den Jakobskrautbär haben die meisten Pyrrolizidinalkaloide keine giftige Wirkung. Die Raupen nehmen es während des Fressens auf und lagern es ein (Sequestrierung), wobei sie selbst für andere Tiere giftig werden, ohne selbst Schaden zu nehmen. Teilweise fressen sie auch Huflattich (Tussilago farfara) und Pestwurzen (Petasites spec.).

## Lebensmittelrechtliche Regelung
In der EU werden die Höchstmengen an Pyrrolizidinalkaloiden in Lebensmitteln durch die Verordnung (EU) 2023/915 geregelt, welche im Mai 2023 die Verordnung (EG) Nr. 1881/2006 ablöste. Die jeweiligen Höchstgrenzen hängen dabei vom Erzeugnis ab und orientieren sich auch daran, was durch gute Herstellungspraxis oder gute landwirtschaftliche Praxis erreichbar ist. Für Pyrrolizidinalkaloide gibt es verschiedene – auch von der Verarbeitung abhängige – Grenzwerte für: Kräutertee von Rotbusch, Anis, Zitronenmelisse, Kamillen, Thymian, Pfefferminze, Zitronenverbene (getrocknet 400 µg/kg), andere Kräutertees (getrocknet 200 µg/kg), Tee und aromatisierter Tee (getrocknet 150 µg/kg), Tee, aromatisierter Tee und Kräutertee für Säuglinge und Kleinkinder (getrocknet 75 µg/kg, flüssig 1,0 µg/kg). Höhere Grenzwerte sind etwa in Nahrungsergänzungsmitteln (400–500 µg/kg) und Borretsch (frisch/tiefgefroren 750 µg/kg, getrocknet 1000 µg/kg) zulässig.
Die neuen Bestimmungen wurden notwendig, da in den letzten Jahren in einigen Lebensmitteln deutlich erhöhte Pyrrolizidinalkaloid-Werte festgestellt wurden. Für Honig wurde weiterhin kein Grenzwert festgelegt, obwohl auch hier gerade in Honigen aus südamerikanischen Ländern erhöhte Mengen an Pyrrolizidinalkaloiden festgestellt wurden. In Deutschland spielten Pyrrolizidinalkaloide in der Vergangenheit keine große Rolle. Angesichts des vermehrten Auftretens des Jacobskreuzkrauts wird dies für Imker in den letzten Jahren allerdings immer mehr zum Problem.

## Nachweis
Zum Nachweis der Pyrrolizidinalkaloide eignen sich chromatographische Methoden wie die Dünnschichtchromatographie, die Hochleistungsflüssigkeitschromatographie oder die Gaschromatographie. Für den dünnschichtchromatographischen Nachweis ist teilweise eine Überführung in das N-Oxid und weitere Derivatisierung notwendig. Die gaschromatographische Bestimmung erfordert aufgrund der Zersetzung der Pyrrolizidinalkaloide eine möglichst moderate Säulentemperatur beziehungsweise eine schonende Aufheizung. Eine zuverlässige Identifizierung und Trennung einzelner Pyrrolizidinalkaloide wird durch die Kopplung der HPLC mit der Massenspektrometrie erreicht.